# Winston-Salem Open 2022
Il Winston-Salem Open 2022, in precedenza conosciuto come Pilot Pen Tennis, è stata la 41ª edizione del torneo di tennis giocato sul cemento che fa parte della categoria ATP Tour 250 nell'ambito dell'ATP Tour 2022. Il torneo si è giocato alla Wake Forest University di Winston-Salem, nella Carolina del Nord, dal 21 al 27 agosto 2022. È stato l'ultimo torneo prima degli US Open 2022.

## Partecipanti

### Teste di serie
| Nazionalità | Giocatore               | Ranking* | Testa di serie |
| ----------- | ----------------------- | -------- | -------------- |
| Bulgaria    | Grigor Dimitrov         | 18       | 1              |
| Paesi Bassi | Botic van de Zandschulp | 24       | 2              |
| Danimarca   | Holger Rune             | 29       | 3              |
| Stati Uniti | Maxime Cressy           | 32       | 4              |
| Italia      | Lorenzo Musetti         | 33       | 5              |
| Georgia     | Nikoloz Basilašvili     | 34       | 6              |
| Argentina   | Sebastián Báez          | 35       | 7              |
| Spagna      | Albert Ramos Viñolas    | 40       | 8              |
| Finlandia   | Emil Ruusuvuori         | 44       | 9              |
| Francia     | Benjamin Bonzi          | 48       | 10             |
|             | Il'ja Ivaška            | 49       | 11             |
| Spagna      | Pedro Martínez          | 53       | 12             |
| Regno Unito | Jack Draper             | 55       | 13             |
| Italia      | Lorenzo Sonego          | 56       | 14             |
| Spagna      | Jaume Munar             | 57       | 15             |
| Portogallo  | João Sousa              | 59       | 16             |

* Ranking al 15 agosto 2022.

### Altri partecipanti
I seguenti giocatori hanno ricevuto una wildcard per il tabellone principale:
- Grigor Dimitrov
- Dominic Thiem
- Jeffrey John Wolf
- Mikael Ymer

Il seguente giocatore è entrato in tabellone usando il ranking protetto:
- Kyle Edmund

I seguenti giocatori sono passati dalle qualificazioni:

- Christopher O'Connell
- Jason Kubler
- Emilio Nava
- Marc-Andrea Hüsler

I seguenti giocatori sono entrati in tabellone come lucky loser:
- Tallon Griekspoor
- Márton Fucsovics
- Shintaro Mochizuki
- Tarō Daniel
- Michail Pervolarakis

### Ritiri
Prima del torneo
- Sebastián Báez → sostituito da  Márton Fucsovics
- Aleksandr Bublik → sostituito da  Adrian Mannarino
- Hugo Dellien → sostituito da  Shintaro Mochizuki
- Marcos Giron → sostituito da  Peter Gojowczyk
- Quentin Halys → sostituito da  Denis Kudla
- Alex Molčan → sostituito da  John Millman
- Brandon Nakashima → sostituito da  Jack Draper
- Oscar Otte → sostituito da  Richard Gasquet
- Tommy Paul → sostituito da  Dušan Lajović
- Holger Rune → sostituito da  Tallon Griekspoor
- Frances Tiafoe → sostituito da  Steve Johnson
- Pablo Carreño Busta → sostituito da  Tarō Daniel
- Tomás Martín Etcheverry → sostituito da  Michail Pervolarakis

## Partecipanti al doppio

### Teste di serie
| Nazione     | Giocatore       | Nazione     | Giovatore        | Ranking* | Testa di serie |
| ----------- | --------------- | ----------- | ---------------- | -------- | -------------- |
| Croazia     | Nikola Mektić   | Croazia     | Mate Pavić       | 23       | 1              |
| Croazia     | Ivan Dodig      | Stati Uniti | Austin Krajicek  | 31       | 2              |
| Australia   | Matthew Ebden   | Regno Unito | Jamie Murray     | 54       | 3              |
| Regno Unito | Lloyd Glasspool | Finlandia   | Harri Heliövaara | 56       | 4              |

* Ranking al 15 agosto 2022.

### Altri partecipanti
Le seguenti coppie hanno ricevuto una wildcard per il tabellone principale:
- Robert Galloway /  Alex Lawson
- Skander Mansouri /  Matthew Thomson

La seguente coppia di giocatori è entrata in tabellone usando il ranking protetto:
- Francisco Cabral /  Franko Škugor

### Ritiri
Prima del torneo
- Marcelo Arévalo /  Jean-Julien Rojer → sostituiti da  Hugo Nys /  Jan Zieliński
- Matthew Ebden /  Max Purcell → sostituiti da  Matthew Ebden /  Jamie Murray
- Santiago González /  Andrés Molteni → sostituiti da  Oleksandr Nedovjesov /  Aisam-ul-Haq Qureshi
- Wesley Koolhof /  Neal Skupski → sostituiti da  Fabrice Martin /  Jonny O'Mara
- Kevin Krawietz /  Andreas Mies → sostituiti da  Sander Gillé /  Joran Vliegen
- Jamie Murray /  Bruno Soares → sostituiti da  Nathaniel Lammons /  Jackson Withrow

## Campioni

### Singolare
Adrian Mannarino ha sconfitto in finale  Laslo Đere con il punteggio di 7–6(1), 6–4.
- È il secondo titolo in carriera per Mannarino, il primo in stagione.

### Doppio
Matthew Ebden /  Jamie Murray hanno sconfitto in finale  Hugo Nys /  Jan Zieliński con il punteggio di 6–4, 6–2.